# 聖マリア学院短期大学
聖マリア学院短期大学（せいまりあがくいんたんきだいがく、英語: St. Mary's Junior College）は、福岡県久留米市にあった私立短期大学である。1973年に聖マリア高等看護学院として創立、1986年に短期大学を設置、2009年に廃止された。

## 概要

### 大学全体
- 学校法人聖マリア学院により設置された日本の私立短期大学であり、福岡県久留米市において1986年に開学した[1]。
- 開学当初は1学科体制で入学定員100名、さらに1989年には2専攻からなる専攻科を置く[1]。
- 予て計画していた四年制大学への水増しが成功したため、結果的には2005年度の入学生を最後に、短期大学としての使命を終えることになる[2]。

### 建学の精神（校訓・理念・学是）
- 建学の精神は「カトリックの愛の精神に基づく教育研究を行って、豊かな人間性と深い教養を具え、医療あるいは福祉の分野で必要な徳性と専門的な知識並びに技術を習得した篤実有能な人材を育成する」であった[3]。

### 教育および研究
- 看護教育に特化した教育が行われており、系列の聖マリア病院で臨床実習が取り入れられていた。

### 学風および特色
- 1952年（昭和27年）に創設された医療法人雪の聖母会[4]が母体となっているが、その根源は1915年（大正4年）創業の井手内科医院である[1][5][6]。創業当時、その院長であった井手内蔵はカトリック信者であったことから、彼の宗教思想が受継がれてきている[1]。
- 国際交流を盛んに行っていたことでも名高い[7]。

## 沿革
- 1973年（昭和48年）- 医療法人雪の聖母会によって、聖マリア高等看護学院として開校[1][8]。
- 1976年（昭和51年）6月 - 聖マリア看護専門学校に改組。
- 1981年 聖マリア学院短期大学設立期成会が設立される[9]。
- 1982年（昭和57年）11月 - 設置母体を学校法人聖マリア学院に変更[10]。
- 1983年
  - 11月 聖マリア学院短期大学の設立計画案が持ち上がる[11]
- 1985年
  - 12月25日 左記を以て文部省[注 2]より短期大学の設置が認可される[12]。
- 1986年
  - 4月1日 左記を以て聖マリア学院短期大学看護学科が開学する[13][14]。学生数 110[注 3][15]/定員 100[16]
- 1988年
  - 3月31日 短期大学への移行により左記を以て看護専門学校看護学科一科及び二科各閉科[17]。
- 1989年（平成元年）
  - 4月1日 専攻科を設置。それにより、看護専門学校を閉校する[1]。
    - 地域看護学専攻
    - 助産学専攻
- 2005年（平成17年）- この年度の入学生を最後とする[2]。
- 2009年（平成21年）
  - 8月26日 左記を以て廃止の認可を得る[2]。

## 基礎データ

### 象徴
- カレッジマークは、イエス・キリストの十字架をイメージしたものとなっていた[18]。

## 教育および研究

### 組織

#### 学科
- 看護学科

#### 専攻科
- 地域看護学専攻
- 助産学専攻

#### 取得資格について
受験資格
- 看護師：看護学科[19]
- 保健師：専攻科地域看護学専攻[20]
- 助産師：助産学専攻[21]
- 養護教諭二種免許状：専攻科地域看護学専攻（保健師の資格を取得した後で、申請により可能）[20]

### 研究
- 『聖マリア学院短期大学紀要』が短大創立から発刊されていた[22]。

## 学生生活

### 部活動・クラブ活動・サークル活動
- 聖マリア学院短期大学で活動していたクラブ活動[23]
  - 体育会系：バレーボール・テニス・バスケットボール・ボウリング・スケートほか。
  - 文化系：茶道・華道・絵画・映画・コーラス・手話・音楽・ボランティアほか。

### 学園祭
- 聖マリア学院短期大学の学園祭は「学院祭」と呼ばれていた[7]。

## 大学関係者と組織

### 大学関係者組織
- 短期大学が創立される前の1975年に同窓会組織が発足している[24]。

### 大学関係者一覧
歴代学長
- 中川洋

## 社会との関わり
- 国際医療協力に貢献していた。これまで、エジプト・パキスタン・ホンジュラス・中華人民共和国・ケニア・インドネシアなどに派遣している[25]。

## 卒業後の進路について
- 看護学科および専攻科卒業生は、系列の聖マリア病院や聖母の家などの医療･福祉系の専門職に携わる人が大半。
- 看護学科卒業生は、聖マリア学院短期大学専攻科へ進学していた。